# Prinzessin Huschewind
Prinzessin Huschewind ist ein Weihnachtsmärchen von Fritz Peter Buch. Es handelt von den Abenteuern der Prinzessin Huschewind, die durch einen Fluch auf einem Stuhl festgewachsen ist, und ihrer Freundin, dem Köhlerkäthchen, die zusammen mit dem Hofmarschall versucht, die Verwünschung rückgängig zu machen.

## Details zum Inhalt

### Wie die Prinzessin Huschewind verwünscht wurde
Die Prinzessin ist die einzige Tochter des von Regierungsgeschäften geplagten Königs, die gern durch das Schloss tollt und stets zu Streichen aufgelegt ist. Am liebsten ist sie aber mit ihrer Freundin, dem Köhlerkäthchen, im Wald, wo sie sich mit dem Bäumchen Wiegenwind, einem verwunschenen Prinzen, unterhält. Die Lage für die beiden Mädchen ändert sich, als die Prinzessin einen neuen Hauslehrer bekommt. Der strenge Hofmarschall ist von der Unruhe der Prinzessin nicht gerade begeistert und lässt sich zu dem Fluch hinreißen: „Würdest du doch auf deinem Stuhl festwachsen und so lange festgewachsen bleiben, bis der Wald zu dir ins Zimmer kommt!“ Diese Verwünschung geht schnurstracks in Erfüllung und guter Rat ist teuer. Mit der Maßgabe, den Wald zur Prinzessin ins Zimmer zu holen, jagt der König den Hofmarschall aus dem Schloss.

### Das Tannenfräulein, der Riese Wullewatz und Schnips, der Schneider
Begleitet vom Köhlerkäthchen geht der Hofmarschall in den Winterwald zum Bäumchen Wiegenwind, das ihnen jedoch nicht helfen kann. Seine Wurzeln sind, wie auch die der anderen umliegenden Bäume, tief in der Erde, im Reich von König Wurzelgraus, angekettet. Die beiden ungleichen Wanderer wissen nicht weiter, lernen aber zum Glück Schnips, einen wandernden Schneidergesellen, kennen, mit dem sie gemeinsam die Reise ins Unbekannte fortsetzen.

### Die Mühle Tausendwunsch und der schlimme Müller Rumpelsack
Die drei Wanderer erreichen die Mühle Tausendwunsch. Dort lebt der habgierige Müller Rumpelsack, der alles, was da kreucht und fleucht, in seiner Mühle zu Golddukaten mahlt. Ein guter Einfall des pfiffigen Schneiders bewahrt die drei jedoch vor diesem Schicksal. Sie können sogar die Mühle in ihren Besitz bringen und sich die tollsten Wünsche erfüllens so auch den, zu Frau Sonne zu reisen.

### Die Reise zur Frau Sonne und der Topf mit Sonnenschein
Hoch oben am Himmel herrscht tiefe Winterruhe und Frau Sonne schläft. Um durch die gefrorene Erde ins Reich von König Wurzelgraus zu gelangen, brauchen die drei Himmelsstürmer aber dringend etwas Sonnenschein. Dem findigen Schneider Schnips gelingt es nicht nur die empörte Sonne zu besänftigen, sondern sie auch zu überreden, in ihrem großen Kessel eine Portion Sonnenschein zu kochen. Mit großem Interesse verfolgt der Hofmarschall diese, der Wissenschaft völlig unbekannte Arbeit. Auf einem langen Sonnenstrahl schickt Frau Sonne die drei Glücklichen hinunter zur Erde.

### Der König Wurzelgraus und wie das Tannenfräulein befreit wurde
Endlich sind sie im Reich von König Wurzelgraus, wo ebenfalls Winterruhe herrscht. Der Igel Grunzegrus bewacht die Wurzeln der Bäume mit geschlossenen Augen. So können sie in der Höhle den Schlüssel zum großen Wurzelschloss finden. Völlig unerwartet überrascht König Wurzelgraus dann aber die verhassten Menschenkinder. Mit Mut und Sonnenschein kann das Köhlerkäthchen aber das Wurzelschloss öffnen und das Tannenfräulein und die Bäume befreien.

### Wie alles ein gutes Ende nahm
Im Schloss herrscht große Traurigkeit. Alle versuchen vergeblich die Prinzessin an ihrem Geburtstag mit Geschenken etwas aufzuheitern. Da endlich bringt der Küchenjunge die erlösende Nachricht: Ein ganzer Wald bewegt sich aus das Schloss zu! Prinzessin Huschewind kann also erlöst werden.

## Veröffentlichung
1922 wurde das Märchen als Buch mit Illustrationen von Hans Baluschek in Berlin bei der Verlagsanstalt für Literatur und Kunst, Hermann Klemm, veröffentlicht. Es gilt heute als ein Klassiker der deutschen Kinder- und Jugendliteratur.

## Theater
Am 5. Dezember 1922 wurde Prinzessin Huschewind als Schelmenmärchen in sechs Abenteuern mit Musik von Fritz Müller-Prem (* 1880) und inszeniert von Eugen Wilhelmi (1865–1939) im Deutschen Nationaltheater in Weimar uraufgeführt. Es steht noch heute als Weihnachtsmärchen auf dem Spielplan vieler Theater.